# Estavayer-le-Lac
Estavayer-le-Lac (toponimo francese; in tedesco Stäffis am See, desueto) è una frazione di 6 291 abitanti del comune svizzero di Estavayer, nel Canton Friburgo (distretto della Broye); ha lo status di città.

## Geografia fisica
Estavayer-le-Lac si affaccia sul Lago di Neuchâtel.

## Storia
Già comune autonomo che si estendeva per 8,93 km² e che il 1° gennaio  2012 aveva inglobato il comune soppresso di Font, il 1º gennaio 2017 è stato accorpato agli altri comuni soppressi di Bussy, Morens, Murist, Rueyres-les-Prés, Vernay e Vuissens per formare il nuovo comune di Estavayer, del quale Estavayer-le-Lac è il capoluogo.

## Monumenti e luoghi d'interesse

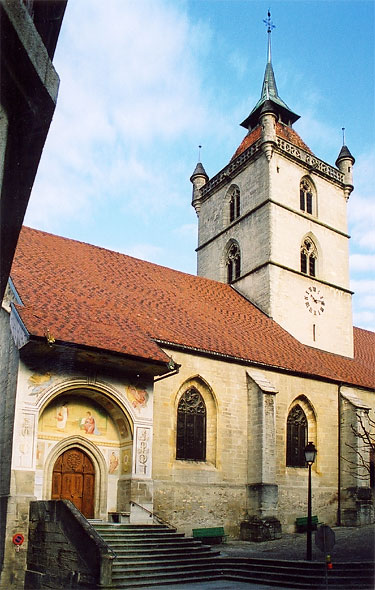
La chiesa cattolica di San Lorenzo

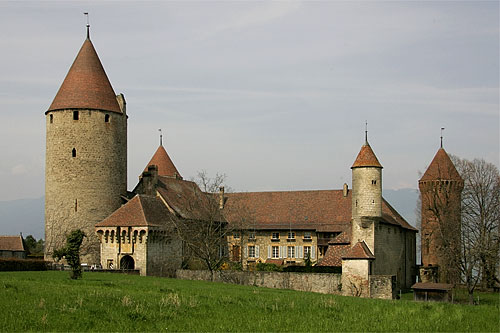
Il castello di Chenaux

- Chiesa cattolica di San Lorenzo, attestata dal 1228 e ricostruita nel 1440 circa[1];
- Castello di Chenaux, eretto nel XIV secolo[1].

## Società

### Evoluzione demografica
L'evoluzione demografica è riportata nella seguente tabella:
Abitanti censiti

## Infrastrutture e trasporti
Estavayer-le-Lac è servita dall'omonima stazione sulla ferrovia Friburgo-Yverdon.

## Amministrazione
Ogni famiglia originaria del luogo fa parte del comune patriziale che ha la responsabilità della manutenzione di ogni bene comune.